# الكلام والخبر
الكلام والخبر: مقدمة للسرد العربي كتاب لسعيد يقطين صدر سنة 1997 عن المركز الثقافي العربي ، ويمثل محاولة جادة لإعادة تأسيس دراسة السرد العربي القديم وربطه بالسرد الحديث عبر منهج نقدي متطور. جاء هذا العمل امتدادًا لكتابه السابق "الرواية والتراث السردي" (1992)، حيث تناول قضايا مركزية تمثل العمود الفقري لفهم السرد العربي، وأسئلة كبرى لم تحظَ بالاهتمام الكافي في الدراسات العربية بسبب اعتمادها على الأدبيات الغربية وتعميمها على التراث العربي بشكل مباشر.

## مضمون الكتاب
ينطلق يقطين من دراسة السيرة الشعبية كنموذج سردي متكامل وغني يمكن من خلاله قراءة تطورات الأجناس والأنماط السردية العربية. ويؤكد على أن السيرة الشعبية تمثل نصًا ثقافيًا يلتقط تفاعلات المجتمع العربي مع واقعه، وتاريخيته، وتخيلاته، مما يجعلها نموذجًا مثاليًا لفهم آليات السرد في التراث العربي. كما أن السيرة الشعبية، حسب يقطين، تنتمي إلى إنتاج ثقافي هامشِي في كثير من الأحيان ولم تحظَ بالعناية الأكاديمية التي تستحقها، رغم أهميتها في تكوين الذاكرة الجماعية والوجدان العربي.ينقسم الكتاب إلى أجزاء أساسية، تشمل التأطير النظري الذي يوضح تصوره للسرد، ثم فصولاً عن النصوص القديمة مثل النص واللانص، وتحليل السيرة الشعبية ومكانتها، وصولًا إلى بناء تصور متكامل للأجناس الأدبية والأنواع والنماذج في السرد العربي، باستخدام مفاهيم مثل المبادئ، المقولات، والتجليات، حيث يربط بين الجنس (المبدأ الثابت)، النوع (المبدأ المتحول)، والنمط (المبدأ المتغير).

## منهجية الكتاب
يعتمد يقطين منهجًا تحليليًا يجمع بين البعدين الأفقي والعمودي في دراسة الأجناس الأدبية والسردية. فالأفقية تمثل المسار التاريخي لتجربته النقدية بدءًا من الدراسات الأولى مثل *القراءة والتجربة* (1985)، مرورًا بـ"تحليل الخطاب الروائي" (1989)، و"انفتاح النص الروائي" (1989)، وصولًا إلى "الكلام والخبر" (1997). أما العمودية فتتمثل في البناء المفاهيمي المجرد الذي يربط بين المبادئ الثلاثة (الثبات، التحول، التغير) والمقولات الثلاث (الجنس، النوع، النمط) والتجليات الملموسة في النصوص.يركز المنهج على السرديات كعلم عام، يقسمه إلى سرديات الخطاب، النص، القصة، والأجناس الأدبية، مع اعتبار السرديات الخطابية حصرية ترتكز على مستوى الخطاب ذاته، بينما تتوسع سرديات النص في التعامل مع مستويات أخرى تتجاوز اللفظ. ويأخذ يقطين بعين الاعتبار السياقات الثقافية والاجتماعية والتاريخية في قراءة النصوص، مما يمنح دراسته طابعًا تأصيليًا متجددًا.يعتمد كذلك على مفهوم التناص والتداخل النصي (Intertextuality) والتعلق النصي (Intratextuality) لتفسير التجليات المختلفة للسرد، ويُعيد تعريف الأجناس الأدبية العربية عبر تجديد التصنيفات التقليدية، خاصة في ما يتعلق بجنس الخبر والحديث والشعر، مركّزًا على الأول باعتباره الأساس في السرد العربي القديم.

## التلقي النقدي
لاقى الكتاب استقبالًا نقديًا واسعًا في الأوساط الأكاديمية العربية، حيث اعتبره العديد من النقاد علامة فارقة في تطوير الدراسات السردية العربية من خلال دمجه بين النظرية والتطبيق، وبين التراث والحداثة.وأشاد النقاد بمنهجيته التي تجاوزت التقسيمات التقليدية الجامدة، معتمدة على مقاربات أكثر شمولية ومرونة في التعامل مع النصوص السردية.مع ذلك، رصد بعض الباحثين محدودية تعميم نموذج يقطين على مختلف الأجناس السردية العربية، خاصة في ضوء تنوع الإبداع السردي الحديث، وظهور النصوص الهجينة التي تتحدى التصنيفات التقليدية للجنس والنمط. كما أثار النقاش حول مدى قدرة المنهج القائم على التراث القديم على استيعاب التحولات الاجتماعية والسياسية التي طرأت على النصوص الحديثة، مما دعا إلى ضرورة تطوير هذا النموذج لمواكبة التغيرات الثقافية.و هكذا فكتاب *الكلام والخبر* يظل مرجعًا أساسيًا في الدراسات السردية العربية، ويشكل قاعدة صلبة لإجراء بحوث مستقبلية تهدف إلى تطوير إطار السرديات العربية بما ينسجم مع التحولات الثقافية والاجتماعية الراهنة، دون انفصال عن جذور التراث الغني.